# Municipio de Chaseley
El municipio de Chaseley (en inglés: Chaseley Township) es un municipio ubicado en el condado de Wells en el estado estadounidense de Dakota del Norte. En el año 2010 tenía una población de 38 habitantes y una densidad poblacional de 0,41 personas por km².

## Geografía
El municipio de Chaseley se encuentra ubicado en las coordenadas 47°27′54″N 99°49′50″O / 47.46500, -99.83056. Según la Oficina del Censo de los Estados Unidos, el municipio tiene una superficie total de 93.16 km², de la cual 91,05 km² corresponden a tierra firme y (2,27 %) 2,11 km² es agua.

## Demografía
Según el censo de 2010, había 38 personas residiendo en el municipio de Chaseley. La densidad de población era de 0,41 hab./km². De los 38 habitantes, el municipio de Chaseley estaba compuesto por el 100 % blancos. Del total de la población el 0 % eran hispanos o latinos de cualquier raza.